# 노토가와촌
노토가와촌(能登川村)은 시가현 간자키군에 설치되었던 촌이다.